# ネウソン・デ・ジェズス・シウヴァ
ジーダ (Dida) こと、ネウソン・デ・ジェズス・シウヴァ（Nélson de Jesus Silva、1973年10月7日 - ）は、ブラジル・バイーア州イララー出身の元サッカー選手。ポジションはゴールキーパー。元ブラジル代表。

## クラブ経歴
1993年シーズンに地元バイーア州のECヴィトーリアでデビューし、頭角を表す。ヴィトーリアに1シーズンだけ所属した後、クルゼイロECに移籍し、1995年から5シーズンに渡って正GKとして活躍。そして1999年にはコリンチャンスへ籍を移した。そのコリンチャンスでは、2000年にサンパウロとリオデジャネイロで行われたFIFAクラブ世界選手権で優勝を果たした。決勝では同じブラジルのCRヴァスコ・ダ・ガマと対戦し、PK戦までもつれた末に4-3 (PK) で下し、優勝に貢献した。またコリンチャンスでは、PK8回連続ストップの偉業を成し遂げている。

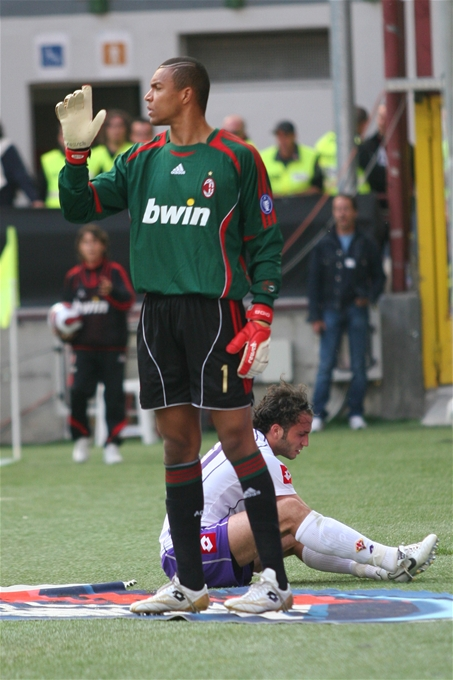
ミランでのジーダ(2007年)

その直後にACミランへの移籍を果たすが、2000年から2シーズンでリーグの出場試合は僅かに1。イタリア語でのコーチングがままならず、コリンチャンスへ戻されてしまう。しかし、1シーズンもかからない内にミランに復帰。復帰直後の2002-03シーズンにはクリスティアン・アッビアーティからレギュラーを奪取。カルロ・アンチェロッティ監督の信頼にこたえて、リーグ30試合に正GKとして出場。リーグは3位で終えたものの、UEFAチャンピオンズリーグとコッパ・イタリアの2冠を達成。チャンピオンズリーグ決勝ではユヴェントスとのPK戦で自身のセーブ、相手のミス併せて3度シュートを防ぎ、3-2で勝利を掴んだ。
翌2003-04シーズンもリーグ32試合に出場。圧倒的な強さでミランはスクデットを獲得し、ジーダも大きく貢献。2004-05シーズンには再びチャンピオンズリーグ決勝の舞台を踏み、3-3の同点で再びPK戦になるも今度はリヴァプールFCのイェジー・ドゥデクに主役の座を奪われる格好になり、ビッグイヤーを獲得することはできなかった。ちなみにこのシーズンの準々決勝対インテル第2戦では、試合展開に怒ったホームのインテルサポーターが投げた発炎筒がジーダを直撃、これが原因で試合は没収試合となった。
本人もトラウマになったと語っているこの事件以降、事件の後遺症なのかそれまでの安定感が嘘のように好不調の波が激しくなり、致命的なミスや負傷が増えた。その結果、2007-08シーズン途中からはジェリコ・カラッツに正GKの座を奪われた。2008-09シーズンはカラッツも精彩を欠いたプレーを連発していたが、肝心の調子は上がらず今度は3シーズンにわたるレンタル移籍から復帰したアッビアーティにポジションを奪われた。その後、アッビアーティの故障によりポジションを奪い返すと2009-10シーズンも序盤戦は精彩を欠いてマルコ・ストラーリの控えであったが、ストラーリが負傷すると正GKとして復活を遂げた。2010年にミランを退団。
2012年5月24日、ポルトゥゲーザに加入することが決まった。
2012年12月19日、グレミオに移籍。

## 代表経歴

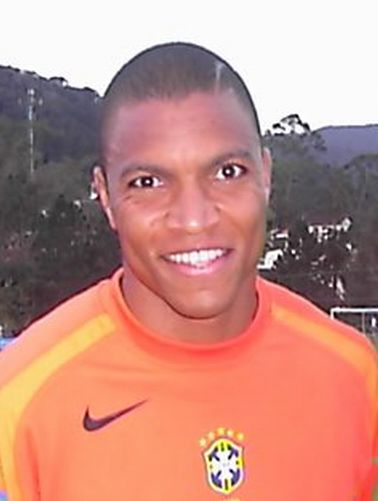
ブラジル代表GKジーダ

ブラジル代表としては、1993年のワールドユース選手権でレギュラーとして優勝に貢献、1995年7月10日に行われたコパ・アメリカ1995のエクアドル代表戦でデビューしたが、クラウディオ・タファレルという世界的名手の前に出場機会は巡ってこなかった。タファレル引退後もマルコス・ロベルト・シウベイラ・レイスの控えに甘んじ日韓ワールドカップ優勝を経験するも自身は出場機会がなかった。2003年からはようやくセレソンの正GKに定着。ドイツワールドカップでは正GKを務めた。しかし、その後はジュリオ・セザルなどの台頭によって出場機会を失った。

## 代表歴

### 出場大会
- ブラジル代表
  - 1998 FIFAワールドカップ
  - 2002 FIFAワールドカップ
  - 2006 FIFAワールドカップ

### 試合数
- 国際Aマッチ 90試合 0得点（1995年-2006年）[4]

| ブラジル代表 | 国際Aマッチ | 国際Aマッチ |
| 年           | 出場        | 得点        |
| ------------ | ----------- | ----------- |
| 1995         | 2           | 0           |
| 1996         | 6           | 0           |
| 1997         | 6           | 0           |
| 1998         | 0           | 0           |
| 1999         | 17          | 0           |
| 2000         | 10          | 0           |
| 2001         | 6           | 0           |
| 2002         | 5           | 0           |
| 2003         | 11          | 0           |
| 2004         | 9           | 0           |
| 2005         | 12          | 0           |
| 2006         | 6           | 0           |
| 通算         | 90          | 0           |

## 獲得タイトル

### クラブ
ヴィトーリア
- カンピオナート・バイアーノ : 1回 (1992)

クルゼイロ
- コパ・マステル・デ・スーペルコパ : 1回 (1994)
- コパ・オーロ : 1回 (1995)
- コパ・ド・ブラジル : 1回 (1996)
- コパ・リベルタドーレス : 1回 (1997)
- カンピオナート・ミネイロ : 4回 (1994, 1996, 1997, 1998)

コリンチャンス
- セリエA : 1回 (1999)
- FIFAクラブワールドカップ : 1回 (2000)
- コパ・ド・ブラジル : 1回 (2002)

ACミラン
- セリエA : 1回 (2003-04)
- コッパ・イタリア : 1回 (2002-03)
- スーペルコッパ・イタリアーナ : 1回 (2004)
- UEFAチャンピオンズリーグ : 2回 (2002-03, 2006-07)
- FIFAクラブワールドカップ : 1回 (2007)
- トロフェオ・ルイジ・ベルルスコーニ : 6回 (2002, 2005, 2006, 2007, 2008, 2009)

SCインテルナシオナル
- カンピオナート・ガウショ : 2回 (2014, 2015)

### 代表
ブラジル代表
- 南米ユース選手権 : 1回 (1992)
- FIFAワールドユース選手権 : 1回 (1993)
- コパ・アメリカ : 1回 (1999)
- FIFAワールドカップ : 1回 (2002)
- FIFAコンフェデレーションズカップ : 2回 (1997, 2005)